# (6142) Tantawi
(6142) Tantawi est un astéroïde de la ceinture principale.

## Description
(6142) Tantawi est un astéroïde de la ceinture principale. Il fut découvert le 23 mars 1993 à Lac Tekapo par Alan C. Gilmore et Pamela M. Kilmartin. Il présente une orbite caractérisée par un demi-grand axe de 2,46 UA, une excentricité de 0,14 et une inclinaison de 2,9° par rapport à l'écliptique.